# Nagqu
Nagqu (en tibetano: ནག་ཆུ།, wylie: nag chu, ZWPY: Nag qu; en chino, 那曲; pinyin, Nà qū) es desde 2018 la ciudad-prefectura más grande en la Región autónoma del Tíbet, en la República Popular China yace a 4500 m s.n.m. en el centro de la meseta Qinghai-Tíbet, a 328 kilómetros de la capital regional, Lhasa. Su área es de 450 537 km² y su población total para 2020 superó los 500 mil habitantes.

## Administración
La ciudad-prefectura de Nagqu se divide en 1 distrito y 10 condados.
- Distrito Seni (色尼区)
- Condado de Shuanghu (双湖县)
- Condado de Lhari (嘉黎县)
- Condado de Biru (比如县)
- Condado de Nyainrong (聂荣县)
- Condado de Amdo (安多县)
- Condado de Xainza (申扎县)
- Condado de Sog (索县)
- Condado de Baingoin (班戈县)
- Condado de Baqên (巴青县)
- Condado de Nyima (尼玛县)

## Toponimia
El nombre de la ciudad viene del río Nagqu, un afluente el río Nujiang en español, río Salween (el río más largo sin represas ni diques en el sur de Asia).

## Clima
Situándose en la meseta tibetana, posee en general clima alpino de influencia monzónica. En el distrito principal (Seni o Shuanghu) la temperatura promedio es de −0.1 °C, con un máximo promedio en julio de 16.3 °C y un mínimo promedio de −19.1 °C en enero. Veranos lluviosos e inviernos secos, con un promedio de 470 mm de precipitación anual.
| Parámetros climáticos promedio de Nagqu (1991−2020) | Parámetros climáticos promedio de Nagqu (1991−2020) | Parámetros climáticos promedio de Nagqu (1991−2020) | Parámetros climáticos promedio de Nagqu (1991−2020) | Parámetros climáticos promedio de Nagqu (1991−2020) | Parámetros climáticos promedio de Nagqu (1991−2020) | Parámetros climáticos promedio de Nagqu (1991−2020) | Parámetros climáticos promedio de Nagqu (1991−2020) | Parámetros climáticos promedio de Nagqu (1991−2020) | Parámetros climáticos promedio de Nagqu (1991−2020) | Parámetros climáticos promedio de Nagqu (1991−2020) | Parámetros climáticos promedio de Nagqu (1991−2020) | Parámetros climáticos promedio de Nagqu (1991−2020) | Parámetros climáticos promedio de Nagqu (1991−2020) |
| Mes                                                 | Ene.                                                | Feb.                                                | Mar.                                                | Abr.                                                | May.                                                | Jun.                                                | Jul.                                                | Ago.                                                | Sep.                                                | Oct.                                                | Nov.                                                | Dic.                                                | Anual                                               |
| --------------------------------------------------- | --------------------------------------------------- | --------------------------------------------------- | --------------------------------------------------- | --------------------------------------------------- | --------------------------------------------------- | --------------------------------------------------- | --------------------------------------------------- | --------------------------------------------------- | --------------------------------------------------- | --------------------------------------------------- | --------------------------------------------------- | --------------------------------------------------- | --------------------------------------------------- |
| Temp. máx. media (°C)                               | -2.4                                                | -0.1                                                | 3.4                                                 | 7.4                                                 | 11.5                                                | 15.3                                                | 16.3                                                | 16.2                                                | 13.8                                                | 8.3                                                 | 2.7                                                 | -0.4                                                | 7.7                                                 |
| Temp. media (°C)                                    | -11.3                                               | -8.5                                                | -4.5                                                | -0.2                                                | 4.2                                                 | 8.4                                                 | 9.7                                                 | 9.5                                                 | 6.7                                                 | 0.8                                                 | -6.0                                                | -9.9                                                | -0.1                                                |
| Temp. mín. media (°C)                               | -19.1                                               | -16.3                                               | -11.9                                               | -7.1                                                | -2.0                                                | 2.9                                                 | 5.0                                                 | 4.6                                                 | 1.7                                                 | -4.9                                                | -12.7                                               | -17.8                                               | -6.5                                                |
| Precipitación total (mm)                            | 5.2                                                 | 3.2                                                 | 7.5                                                 | 11.9                                                | 40.9                                                | 90.2                                                | 111.0                                               | 100.9                                               | 71.7                                                | 22.0                                                | 3.5                                                 | 2.0                                                 | 470                                                 |
| Días de precipitaciones (≥ 0.1 mm)                  | 4.2                                                 | 3.4                                                 | 4.8                                                 | 7.2                                                 | 14.9                                                | 20.6                                                | 20.9                                                | 19.9                                                | 18.8                                                | 8.1                                                 | 3.1                                                 | 1.9                                                 | 127.8                                               |
| Días de nevadas (≥ 1 mm)                            | 5.9                                                 | 6.4                                                 | 8.6                                                 | 12.6                                                | 18.8                                                | 6.7                                                 | 0.3                                                 | 0.7                                                 | 6.1                                                 | 11.8                                                | 5.1                                                 | 3.7                                                 | 86.7                                                |
| Horas de sol                                        | 213.7                                               | 198.7                                               | 222.6                                               | 221.0                                               | 238.0                                               | 216.6                                               | 208.0                                               | 205.5                                               | 209.5                                               | 243.6                                               | 240.4                                               | 232.9                                               | 2650.5                                              |
| Humedad relativa (%)                                | 41                                                  | 36                                                  | 37                                                  | 45                                                  | 55                                                  | 63                                                  | 67                                                  | 67                                                  | 68                                                  | 56                                                  | 47                                                  | 40                                                  | 51.8                                                |
| Fuente: China Meteorological Administration         |                                                     |                                                     |                                                     |                                                     |                                                     |                                                     |                                                     |                                                     |                                                     |                                                     |                                                     |                                                     |                                                     |